# ریچارد مولزورث، سومین ویسکونت مولزورث
ریچارد مولزورث، سومین ویسکونت مولزورث (انگلیسی: Richard Molesworth, 3rd Viscount Molesworth؛ ۱۶۸۰ – ۱۲ اکتبر ۱۷۵۸) یک افسر ارتش و سیاستمدار انگلیسی-ایرلندی بود. او در نبرد بلنهایم جنگید و سپس در طول جنگ جانشینی اسپانیا به عنوان دستیار دوک مارلبورو منصوب شد. در طول نبرد رامیلی، مولزورث پس از افتادن مارلبورو از زین، اسب خود را به او پیشنهاد داد. سپس مولزورث اسب فرمانده خود را برداشت و فرار کرد: با این اقدامات او به نجات جان مارلبورو کمک کرد. مولزورث به عنوان ستوان مهمات در ایرلند خدمت کرد و در نبرد پرستون در جریان قیام جاکوبیت‌ها در سال ۱۷۱۵ زخمی شد و سپس به عنوان سرلشکر مهمات در ایرلند و سپس فرمانده کل قوا در ایرلند خدمت کرد.